# Peter Orlovsky
Peter Orlovsky, né le 8 juillet 1933 à New York dans le Lower East Side, et mort le 30 mai 2010 à Williston dans le Vermont, est un poète américain, amant d'Allen Ginsberg et membre de la Beat Generation.

## Biographie
Après avoir servi dans l'armée lors de la guerre de Corée, il est présenté en décembre 1954 à Ginsberg à San Francisco par le peintre Robert La Vigne. Il devient alors son amant et son secrétaire, le suivant dans tous ses voyages à travers le monde pendant plus de quarante ans. Jack Kerouac l'a surnommé « Beatnik Angel » dans ses Scènes New-yorkaises.

## Ouvrages
- Dear Allen, Ship will land Jan 23, 58 (1971).
- Lepers Cry (1972).
- Clean Asshole Poems & Smiling Vegetable Songs (1978).
- Straight Hearts' Delight: Love Poems and Selected Letters (en collaboration avec Allen Ginsberg) (1980).
- Dick Tracy's Gelber Hut (traduction allemande) (1980).
- Sauber abgewischt (traduction allemande par Marcus Roloff) (2020).